# Miraculous Mule
Miraculous Mule é uma banda de rock inglês.

## História
O grupo é formado pelo baterista Ian Burns e pelo dois irmãos, o guitarrista e cantor Michael J. Sheehy e o baixista e cantor Patrick McCarthy. Michael J. Sheehy fazia parte das bandas Dream City Film Club, Hired Mourners e Saint Silas Intercession.
Em 2011 a banda lança seu primeiro álbum, que tem seis faixas, intitulado com o mesmo nome da banda, com a gravadora Stag-O-Lee.
O segundo álbum, Deep Fried, foi lançado no outuno 2013 com a gravadora Bronze Rat Records ; ele tem dez faixas.
A fotografia usada pela capa dele prova da Wikimedia Commons : ela foi tirada em 1946 por Russell Lee durante uma cerimónia religiosa em Kentucky.
Miraculous Mule toca com guitarras et baixos Höfner.
Em fevereiro e março 2014, a banda faz uma tour em França, Bélgica, Países Baixos, Alemanha e Suiça.
Em novembro 2014, a banda lança o seu novo álbum, Blues Uzi, sempre com a gravadora Bronze Rat.

## Discografia
- Miraculous Mule (Stag-o-Lee, 2011)
- Deep Fried (Bronze Rat, 2013)
- Blues Uzi (Bronze Rat, 2014)